# جورج ای سویکا
 جورج ای سویکا (انگلیسی: Jorge A. Swieca؛ زاده ۱۹۳۶ درگذشته ۱۹۸۰) یک فیزیک‌دان اهل لهستان بود.